# Broadview (Montana)
Pour les articles homonymes, voir Broadview.
Broadview est une municipalité américaine située dans le comté de Yellowstone au Montana. Selon le recensement de 2010, sa population est de 192 habitants. La municipalité s'étend sur 0,26 milles carrés (0,67 km2).
La localité est fondée vers 1908, lors de l'arrivée du Great Northern Railway. D'abord appelée Fairview, elle est renommée Broadview pour éviter toute confusion avec un autre village nommé Fairview (Montana). En 1917, Broadview devient une municipalité.